# 仮面ライダーカブト
『仮面ライダーカブト』（かめんライダーカブト）は、2006年1月29日から2007年1月21日まで、テレビ朝日系列で毎週日曜8時から8時30分（JST）に全49話が放映された、東映制作の特撮テレビドラマ作品、および作中で主人公が変身するヒーローの名称である。ハイビジョン制作（アナログ放送ではレターボックス放送）、字幕放送。
平成仮面ライダーシリーズ第7作目に当たる。キャッチコピーは「天の道を往き、総てを司る!」、「俺が正義」。

## 概要
仮面ライダー生誕35周年記念番組。制作コンセプトは「最強の仮面ライダー」。
前作『仮面ライダー響鬼』とは打って変わり、モチーフに昆虫の採用、「変身」のかけ声の復活、バイクの常用、キックの必殺技、仮面ライダー自身による必殺技名の発声などの昭和仮面ライダーシリーズの要素、一般人の姿・怪人の姿を持つ敵、組織化されたヒーロー、ライダー装着者の交代劇など、これまでの平成仮面ライダーシリーズの要素が盛り込まれている。同時にプロデューサーの梶淳は制作発表の場で「原点回帰ではなく、仮面ライダーの限界・頂点に挑む」と述べており、企画書には「いい物は焼き直しと言われようと取り込み、不要なものは斬新そうでも容赦なく切り捨てる」と記されている。
これまでのシリーズ作品でもよく登場していた「料理」が特に大きくクローズアップされており、主人公を始めとした数多くの登場人物が料理を作って嗜む描写が多数採り入れられたほか、公式サイトでも「まかない」というコーナーを設け、劇中で登場した料理の実際のレシピが紹介された。コメディの比重も高く、暗く重くなりがちなストーリーを和らげ、少しでも作品全体のムードを明るくすることが心掛けられた。特に『カブト』においては、天然キャラによるものの他、不条理でシュールな展開といった、従来のシリアスな平成仮面ライダー作品ではあまり見られなかったコメディ手法が多く盛り込まれている。このコメディ要素は本作品以降の作品にも引き継がれていき、特に次作『仮面ライダー電王』や『仮面ライダーW』では、さらに比重が置かれるようになる。
技術面では、『555』以降それまでの平成仮面ライダーシリーズでも実験的に使用されてきた映像の画質が、本作品より従来の本シリーズの特徴でもあったビデオ収録映像特有のクリアで透明感のあるものから、シネライクガンマ処理による画像エフェクトからもたらされるフィルム的な粒子感の有る画質へと本格的に変化している。これは地上デジタルハイビジョン放送時代への対応を目的として『アギト』以降の劇場版で使用されているHD24P撮影システムを使用し始めたためだが、詳細なノウハウは非公表となっている。また、『響鬼』で鬼のスーツ素材に使用されたマジョーラは、本作品でもライダーのプロテクター部分に使用されている。白倉曰く「今回は応用編」であり、前作での反省点も活かした使用がなされた。

### 特撮演出
本作品の戦闘演出の中で代表的なのがクロックアップである。ライダーの超高速移動は、『仮面ライダー龍騎』のアクセルベント、『555』のアクセルフォーム、『剣』のマッハジャガーなど、過去作でも取り組まれてきた。しかし本作品が過去作と大きく異なるのは、過去作で「必殺技としての高速移動」が設定されていたのに対し、本作品のクロックアップは敵味方双方が不可視かつ高速で動くことにより、「常人には入り込めない世界」を作り出す点に主眼が置かれている。クロックアップの発想は『龍騎』のミラーワールドに近く、戦いの原則として設定されており、『サイボーグ009』の主人公である009（および002）の能力「加速装置」から来ている。
プロデューサーの白倉は、特撮誌のインタビューにおいて、「『気付いていないだけで、実は自分のすぐそばで仮面ライダーが戦っているかもしれない』という感じを出したかった」と語っている。クロックアップの演出の例については、仮面ライダーカブトの登場仮面ライダー#クロックアップを参照。
通常は秒間24コマで撮影されているが、クロックアップのシーンでは秒間8コマで撮影し、それを24コマで再生することで8倍の時間が撮影されているため、早く動いているように見えており、そのシャッター速度を落とすことで動いた際の残像が残り、映像が出来上がるものとなっている。車や人が落ちる際には現場でスローモーション撮影した映像を合成している。

## あらすじ
西暦1999年10月19日、地球に飛来し日本・シブヤに落下した巨大隕石によりその周辺地域は壊滅した。そして7年後の西暦2006年、人間を殺害しその人間に擬態する宇宙生命体・ワームが出現。ワームに対抗するため、人類は秘密組織ZECTを結成し、ワームに対抗するためマスクドライダーシステムを開発した。そんなある日、ZECTの見習い隊員・加賀美新は、自らを「天の道を往き、総てを司る男」と称する妙な男・天道総司と出会う。そのころワームが出没し、追い詰められていくZECT隊員たちを見た加賀美はライダーになって戦うことを決意する。しかしカブトゼクターは加賀美ではなく、天道の手中に納まった。天道はなぜか持っていたライダーベルトにカブトゼクターをセットして変身、仮面ライダーカブトとなり戦うのであった。

## ZECT（ゼクト）
通常種のワームから人類およびネイティブを守るための秘密結社。物語開始から35年前、ネイティブに通常種のワームの襲来を予言された加賀美陸により設立された。上層部は警察機構や政界にも浸透しており、警察よりも高い権限にあるため、超法規的な権限を持ち、超法規的行動も許可されている。マスクドライダーシステムはこの組織が開発している。
隊員は任務や出動要請がない際は一般人と同様の生活をしており、表向きの役職とZECTとしての勤務を両立した日々を過ごしている。無論、臨時に備えての護身用装備も支給されており、日用品にも偽装可能なペン型のパーツとライター型のパーツを組み合わせて用いる小型自動拳銃型の携帯武器ZECTガンもその一つであるが、ワームサナギ体を怯ませる程度の破壊力しかない。
トップの指令は絶対であり、秘密主義を徹底しているため、組織の全容やその存在や詳細は一般社会には徹底的な秘密主義により秘匿されており、ZECTの構成員はおろか各チームの指揮官クラスでさえ全貌を知らされていない。これは「ZECT内部に擬態したワームが侵入することを防止するため」とされる。また、人事面では実力主義を採用しており、能力の高い者であれば一般隊員はもちろん、組織に加入直後の者でもすぐ高い地位が与えられる。正式隊員の前には、見習い隊員を経なければならず、戦闘において指令や分析のための中継などが担当させられる。代わりに任務の失敗が積み重なると降格・追放される他、地位相応の力がないと判断された上官は、部下に見限られることもある。表向きは「ワーム根絶・人類保護」を掲げているが、実際は人命はあまり重視されず、ワーム一掃のためなら人質を用いて脅迫したり、犠牲者が出ることを前提とした作戦を行うこともある。
組織構成は表面上のトップは陸だが、それより上に評議会という最高意思決定集団が存在し、組織の最終決定は彼らにより下される。評議会のメンバーは全員ネイティブであることから、人類とネイティブの間で取引が行われて設立されたとされているが、陸たちにネイティブがその力をちらつかせて脅迫に近い形で動かした可能性が高く、実質的に組織内で権力を握っているのはネイティブたちで、陸たちは彼らの傀儡として動かされているに過ぎない。この他、陸を補佐するナンバー2の三島正人と、末端はリーダーを中心としてワームを探索・捜査して戦闘を行い、掃討する複数の実働部隊のチームなどで構成される。また、本部の決定を絶対視する反面、各チームが自由裁量で活動するケースも多く見られ、結果的にチームごとの連携が悪くなることもある。登場したチームは田所が指揮をとる田所チーム、東省吾が指揮を執る東チーム、ザビー有資格者が指揮を執る本部直轄の精鋭部隊シャドウ、天道がリーダーで副官を高鳥蓮華が務めた天道チーム。

## ワーム
本作品における敵。隕石とともに地球に飛来した異界生命体であり、地球上に棲息する昆虫・甲殻類などの節足動物に似た外皮の形状などの外見的特徴を持つ。高度な知性と後述する特殊な形態と擬態能力を駆使し、既に多くの数のワームが人間を殺害しながら気づかれずに人間社会に溶け込んでいる。人気のない空間をプラントとして繁殖する卵生である。
渋谷隕石とともに地球に侵入した通常種のワームは人間に対して敵意を示し、基本的には組織ではなく単体もしくは複数でグループ行動し、各々が人間社会に潜り込むため無差別に人間を人知れず殺害し、その殺害した人間をコピーしているが、本性を現すと群れとなって無差別の殺人行為に及ぶ。しかし中にはワーム全体の繁栄のため、多数のワームを従えグループを形成して活動する幹部のような存在の者も存在する。劇中ではウカワーム（間宮麗奈）やカッシスワーム（乃木怜治）がそれにあたり、通常種のワーム全体の益のために、ZECTらと結託して敵となる特定の人物をマークして抹殺を企むなど、組織的行動を見せていた。

### 能力
擬態（ドッペルゲンガー）能力
姿を人間そっくりに変えることで人間に擬態する。元となる相手を視認するだけで衣服や所持品、記憶やメンタリティーまでもそのまま引き継ぐことが可能で、怪しまれることなく元の人間と入れ替わることができるが、匂いや肌質までは再現できない。
コピー元の人間としての意思とワームとしての意思は共存しており、自分の意思で使い分けることが可能で、意思や性格については大抵はオリジナルのそれを装うが、大抵はワームとしての意思が支配的である。だが、スコルピオワームのようにコピー元の人間の精神力や、ワームとしてのコンディションなどによって、自分がワームであることを忘れ人間だと信じ込む者もいる。
極度のダメージを受けると擬態を維持することが困難になるほか、ZECTが開発したアンチミミック弾の煙幕を吸うと一時的に擬態が解ける。

超高速移動（クロックアップ）能力
脱皮して成虫となったワームはクロックアップが可能となる。クロックアップ状態に入った存在はタキオン粒子の流れる目でなければ視認不能となり、超高速で人間を襲うため、マスクドライダーシステムを装着した者でなければ倒すことは極めて困難である。
ライダーと同様にワーム側から見れば、クロップアップ中は自分たち以外の時間がほぼ止まっているに等しい。
カッシスワームは事実上時を止めるほどに素早いクロックアップ・「フリーズ」を発動可能。「フリーズ」を使用した存在にとっては、クロックアップ・ハイパークロックアップした存在も停止しているのと全く変わらない。
その他、対ワーム以外の端末は誤作動を起こし、当初は擬態したワームの体温が人間より低かったためサーモグラフィーを搭載した特殊スコープで擬態を特定できたが、中盤からはZECTであってもアンチミミック弾が無ければ看破出来なくなっている。ゆえに特殊な波動などは出している様子はないため、レーダーなどでは感知できず、ワームの存在は離れた場所からは感知できない。

### 形態
サナギ体
人間からの擬態を解いた際の初期形態。外皮は銃弾などの攻撃を跳ね返すなど厚くて硬く、戦闘力も高いが、集団であればゼクトルーパーでも倒すことが可能。体色は緑色（成虫体に変態する寸前は茶褐色）の通常種の他、外殻が厚くて硬くクロックアップしたライダーを視認可能な白い突然変異体が少数存在する。ゼクトルーパー程度は一撃で倒す。変態する直前には急激に体温が上がり、384ケルビン（110.85℃）以上の熱や重力変動を発生させ、溶けるように外皮が崩れ落ちて成虫となる。
作品中では従来のライダーシリーズでの「戦闘員」に近い存在として扱われることが多い。
- デザイン画などでは「SALIS」（サリス）、「EARLY SALIS」と呼称される。

『仮面ライダーオーズ/OOO』第28話（ライダーシリーズ通算1,000回記念話）では元ショッカー戦闘員・千堂院の欲望から生み出された戦闘員軍団に混じって登場した。正体はヤミー（『オーズ』の怪人）。
成虫体
生命の危機に瀕したサナギ体が脱皮、変身した完全体。サナギ体と違い体色や外皮の形状は多彩。サナギ体よりも優位に立つ存在であると思われるため、戦闘の際には統率役として部下のようにサナギ体の群れを従えることもある。また、サナギ体よりも知能は高く、ZECTやライダーの存在も認識しているため、ZECT司令官を殺して擬態して本部に入り込もうとしたり、天道をゼクターの呼べない地下ボイラー室に誘導している。また、各個体固有の能力や個別の習性を持ち、直接人間態から変身可能となる。一部は酸や毒霧、エネルギー攻撃や触手などの飛び道具を備えるが、ほとんどの場合はクロックアップ（後述）で翻弄した相手に外骨格が肥大化した両腕を叩きつける格闘戦を行う者が多く、ジオフィリドワームを除けば武器を手持ちで戦う怪人は登場しなかった。
- 体のどこかに髑髏の意匠を持つ。これはデザイナー曰く「擬態する人間の遺伝子情報がエラーとして現出された」感の表現である。ただし、これは公式な設定では無く、また同時に「本当はドクロ好きなだけです」とも述べている。また平成ライダーシリーズで度々見られる傾向として、作品内の古いエピソードに登場した怪人のスーツを改造し、新たな怪人用に再塗装することが多々あるが、本作品では作品内に留まらず、同じクリーチャーデザイナーが2年前に手がけた『仮面ライダー剣』のアンデッドからも、一部のスーツが同様に改造・再塗装を施されており、一部の具体的な素体はイラストワークスで述べられている。シデムシやウデムシ、バイオリンムシなどシリーズで初めて怪人化される昆虫はデザインを担当した韮沢靖自身が選んでいる。幹部系は虫だけではなく甲殻類も入れることとなった。

主なワーム
スコルピオワーム
ウカワーム
カッシスワーム

### ネイティブ
35年前に隕石とともに地球に侵入したと推測される別種のワーム。三島やひよりを除いて頭部にカブトムシのサナギのように巨大な角があること以外はワームと共通している。戦いを好まない者が多いため、渋谷隕石にとともに侵入した通常種のワームとは敵対関係にあり、命を狙われている。また、卵生であった通常種に対して、日下部さとみに擬態したネイティブがひよりを生んだことから、胎生である可能性が高い。
地球に到達した当時、近い未来に敵対する通常種のワームが地球に侵入することを予期したネイティブは人類と接触。自分たちの身を守るため人類と手を組んだように見せかけ、彼らと共にZECTを結成。キャストオフやクロックアップといった自らの生体構造を提供して対ワーム用装備であるマスクドライダーシステムの開発を促す代わりに、システムを装着した人間に自分たちを守ってもらうという契約を交わした。前述のように人類との共存を望む者もいるが、根岸ら上層部の者たちは通常種のワームをマスクドライダーシステムによって一掃し、人類をネイティブに変異させて地球にネイティブを君臨するべく、地球到達時より密かに計画を練り遂行していた。ZECT結成後、長らく公には姿を見せなくなるが、この間にも人工的に人間をネイティブに変貌させる研究や、武装の開発を行っていた。成虫体はひよりことシシーラワームと三島がワーム化したグリラスワームのみ確認できる。
明確な言及はされていないが、移住先を何らかの形で確保する必要が発生した地球外生命体の集団で、地球には移住目的で隕石に紛れて作為的に侵入したものと思われる。地球の生活を経て人類との共存を求める者も多く、明確な悪意を抱いていたのが示されたのは根岸のみだが、日下部夫妻に擬態したネイティブも何らかの悪意が裏にあったことが汲み取れる。
- デザイン画では「CORNO SALIS」（コルノサリス）と呼称される[10]。

シシーラワーム
グリラスワーム
劇場版では、このネイティブと同じ頭部に巨大なツノが生えている形状をしたものが隕石に内包されて現れた敵であり、「ワーム」として扱われる。

## 作中用語
エリアX
渋谷隕石落下地点に存在していたZECTの最高機密地点で、かつて東京渋谷区だった渋谷廃墟。その存在や詳細は組織内でもごく一部の人間にしか知らされていない。封鎖されており、一般人は容易に入ることはできない。その地下最深部はZECTとワーム双方の勢力による人間をネイティブ種ワームに変異させる実験が行われ、厳重に擬態天道総司（鉄仮面の男）を幽閉する牢獄を有する極秘研究施設となっており、マスクドライダーシステムが開発され、ハイパーゼクターの実験も行われた。日下部ひより（シシーラワーム）が訪れた際、時空の歪みが発生し、彼女と擬態天道総司を飲み込む。
渋谷隕石落下のはるか以前に最初の実験が開始されたため、逆に言えば実験場には隕石の落下予想地点が選ばれたということとなる。
- ロケ地はスーパー戦隊シリーズでも使用されていた解体中の製紙工場である。

エリアZ
マスクドライダー計画の中枢と呼ばれる地帯。マスクドライダーシステムの開発施設が存在する。劇中では乃木怜治（カッシスワーム・グラディウス）率いる通常種のワーム軍団の襲撃を受ける。田所修一に語られたのみで詳細は不明。

## キャスト

### レギュラー・準レギュラー
- 天道総司 / 仮面ライダーカブト、仮面ライダーダークカブト[注釈 6] - 水嶋ヒロ
- 加賀美新 / 仮面ライダーガタック[注釈 7] - 佐藤祐基
- 日下部ひより - 里中唯（1 - 19,21 - 27,29,31,32,38 - 40,43 - 45,47 - 49）
- 岬祐月 - 永田杏奈（1 - 26,28 - 31,33,36 - 49）
- 天道樹花 - 奥村夏未（1 - 15,17 - 21,23 - 31,33 - 39,42,43,46 - 49）
- 田所修一 - 山口祥行（1 - 10,13 - 15,17 - 21,23,24,26,29 - 31,33,35,41 - 44,46 - 49）
- 竹宮弓子 - 西牟田恵（2,5,7,13,14,19,36,39,47,49）
- 高鳥蓮華 - 手嶋ゆか（33 - 44,47 - 49）
- 三島正人 - 弓削智久（1,2,6 - 10,12,13,15,16,19 - 29,31 - 34,36,41,42,45 - 49）
- 加賀美陸 - 本田博太郎（2,5,6,10,12,15,20 - 22,24 - 26,29,30,36,41,42,45 - 49）
- 矢車想 / 仮面ライダーザビー / 仮面ライダーキックホッパー - 徳山秀典（7 - 10,13,33 - 48）
- 影山瞬 / 仮面ライダーザビー / 仮面ライダーパンチホッパー - 内山眞人（7 - 10,13 - 18,20 - 22,24 - 28,32 - 48）
- 風間大介 / 仮面ライダードレイク - 加藤和樹（10 - 18,25 - 28,39,40,49）
- ゴン - 神崎愛瑠（10 - 18,27,28,33,39,40,49）
- 神代剣 / 仮面ライダーサソード - 山本裕典（19 - 46）
- じいや - 梅野泰靖（19 - 24,27 - 31,33 - 35,37,45,46）
- 間宮麗奈 - 三輪ひとみ（25 - 29,31 - 35,39,40）
- 日下部総一 - 鳴海剛（23,24,31,32）
- 日下部さとみ[20][注釈 8] - 浅野香織（23,24,31,32）
- 乃木怜治 - 坂口拓（41 - 46）
- 根岸 - 小林正寛（45 - 49）
- 7年前の天道 - ショーン・ウィーグ（32）
- 7年前のひより - 藤井玲奈（5,9,23,24,32）

### 声の出演
- ゼクトルーパー - 塩野勝美
- ゼクター音声 - スラージ・ガジリア
- ナレーション - 鈴木英一郎

### ゲスト
- 刑事 - 田村円、下塚恭平（1）
- 警備員 - 原田孝司（1）
- ひったくり - 大林勝（1）
- 資格者 - 清水友範（2）
- サルの外国人客[注釈 9] - ジル・ボーフィス、マーク・カール・アードマン、レインハード・モラー（2）
- 玉井ユキ - 菊地美香（3）
- 加賀美亮 - 佐々木和徳（3,4）
- 警官たち[21][注釈 9] - 木内さとし、城戸光晴、春田ゆり、扇田拓也、有川マコト（3）
- ウエムラ[22][注釈 9] - 村上幸平（友情出演 / 3）
- 東省吾 - 小川敦史（5,6）
- 添野幹男 - 山田強（5,6）
- ニット帽の男[23][注釈 9] - 堀田茂々（5）
- 女性[24][注釈 9] - 絵梨華（5）
- 作業員風の男[25][注釈 9] - 富井久貴（5）
- 警備員 - 大久保運（6,29）
- 豆腐店 - 岡田正（7,8,42）
- 新郎[26][注釈 9] - 枝川吉範（7）
- 花嫁[27][注釈 9] - 立石由衣（8）
- 医師 - 山素由湖（9）
- 合コンメンバー - 野間れい、高木里奈、今井友香、山田美由希（11）
- 奥様 - 吉川まりな（11）
- 渋谷廃墟の女性[28][注釈 9] - 富永沙織（11,18）
- 由香里[29][注釈 9] - 英玲奈（12）
- 襲われた女性[30][注釈 9] - 石井瞳（12）
- ピザ屋の店員[31][注釈 9] - 加藤義宗（13）
- ジョギングする男性[32][注釈 9] - 高木裕喜（13）
- 雑貨店の店長[33][注釈 9] - 渡辺淳（13）
- 井口浩二 - 菊地謙三郎（14）
- シャドウの隊員[34][注釈 9] - 堀岡真（14）
- バイクの男性[35][注釈 9] - 黄川田将也（友情出演 / 14）
- 若林龍宏 - モロ師岡（15,16）
- 屋台のおやじ[注釈 9] - 湯沢勉（15,16）
- 高山順子 - 中村綾（17,18）
- ZECTの職員[注釈 9] - 末野卓磨、沖田裕樹（18）
- 白バイ隊員[注釈 9] - 木川淳一（19）
- 警官[注釈 9] - 河野安郎（19）
- 神代美香 - 細野佑美子（19,20,26,45）
- 宏子 - 馬場梨里杏（20）
- 主婦[注釈 9] - 奥田由美（20）
- 天道総司（ピアノ吹き替え）[36] - 遠藤嘉人（20）
- マコト - 桑代貴明（21,22）
- 工員 - 小野孝弘（21）
- アナウンサー[37][注釈 9] - 下平さやか（テレビ朝日 / 24）
- 川原ひろし[36]（本人役 / 24）
- 警察署長[38][注釈 9] - 佐々木研（25,26）
- 刑事長[39][注釈 9] - 加藤忠可（25）
- 刑事[40][注釈 9] - 向井恭介（25）
- マネージャー - 石井苗子（27）
- 相良和彦 - 松本博之（27）
- 目撃者[41][注釈 9] - 芹澤興人（27）
- 生簀一郎 - 阿部進之介（29,30）
- 亜美 - 大宮司愛磨（29）
- イタリア料理店の主人[42][注釈 9] - 森永徹（29）
- 料理人 - えんじ則之、垂柳敦志、田中登志哉（29)
- 京料理 - 小林清秀、加藤衛（30）
- 江戸前鮨 - 高塚玄、豊田高史（30）
- 蕎麦 - 勝矢（30）
- 来賓 - 小倉馨、津野哲郎（30）
- 工員[36][注釈 9] - 大岩永徳（31）
- 18年前の天道 - 武田航介（31,32）
- 黒装束の女 - 五十嵐貴子（33,34,39,40）
- シャドウ[注釈 9] - 肥野竜也（33,34）
- 樹花の友達[注釈 9] - 由良有里紗（34）
- 古着店 - 小島康志（34）
- 駄菓子店 - かねちくけんじ（34）
- 立川大吾 - 中泉英雄（35,36）
- 黒装束の女[43][注釈 9] - 生駒エリコ（35）
- サルの客[注釈 9] - 後藤陽子、中村このみ（35）
- 小林恵子 - 鈴木かすみ（37,38）
- 樹花の担任[44][注釈 9] - 伊東花桜（37）
- 黒装束の女[45][注釈 9] - 小出ミカ（37）
- カスミ[46][注釈 9] - 池田彩（37,38）
- 青田[47][注釈 9] - 椿直（37,38）
- 理事長 - 角田篤（38）
- 戸塚 - 阿南健治（39,40）
- 岡村京子 - 竹中絵里（39,40）
- ネイティブ[注釈 9] - 服部紘平（41）
- 警官[48][36][注釈 9] - 高岩成二、伊藤慎、押川善文（41）
- 井上[注釈 9] - 迫田孝也（45）
- 剣の部下[注釈 9] - 小川功治朗（45）
- 隊長[注釈 9] - 児玉貴志（47）
- ワーム[注釈 9] - 舘昌美（48）
- 母親[注釈 9] - 松本朋子（48）
- フランス人[注釈 9] - Mekdachi Khalil（49）
- 加賀美に話しかけた幼稚園児[49][注釈 9] - 乾真菜美（49）
- ヤマト - 虎牙光揮（友情出演 / 49）
- オダ - 小林且弥（友情出演 / 49）

### スーツアクター
- 仮面ライダーカブト[出典 1]、仮面ライダーダークカブト[50][53] - 高岩成二
- 仮面ライダーザビー[50][54]、仮面ライダーガタック[50][55] - 伊藤慎
- 仮面ライダードレイク[出典 2]、カッシスワーム[58] - 押川善文
- 仮面ライダーサソード[出典 3]、仮面ライダーダークカブト[出典 4]、ワーム[59] - 渡邊淳[注釈 10]
- 仮面ライダーキックホッパー[出典 5]、ワーム[66] - 大岩永徳
- 仮面ライダーパンチホッパー[50][67]、ランピリスワーム[51] - 永瀬尚希
- ワーム[68][69] - 岡元次郎

## スタッフ
東映側プロデューサーに『仮面ライダーアギト』から『仮面ライダー555』を手がけた白倉伸一郎と武部直美のコンビが3年ぶりに復帰した。メインライターは、同じ白倉・武部作品の『Sh15uya』を手がけ、前作『仮面ライダー響鬼』の後半から平成ライダーシリーズに参加し、シリーズ初のメインライターとなる米村正二が務めた。その他、音楽を手掛ける蓜島邦明、『555』以来のライダー復帰となる田﨑竜太や『仮面ライダー剣』以来の長石多可男など、平成ライダーや『Sh15uya』共通のキャスト・スタッフが多数参加している。
白倉プロデュース作品の多くに参加している井上敏樹をメインライターにしなかったことについて、白倉は「井上と一緒に作ると、お互いの言いたいことが解ってしまい、今までと大差ないものになりそうだから」と語っている（全体の3分の1にあたる16回は井上が担当している）。
ワームのデザインは『仮面ライダー剣』以来、2年ぶり2作目となる韮沢靖が担当する。
ひよりのイラスト担当として『555』で海堂直也役を演じた唐橋充が、田﨑から直接のオファーにより起用されている。
- 原作 - 石ノ森章太郎
- 連載 - テレビマガジン、てれびくん、幼稚園、めばえ、たのしい幼稚園、おともだち
- スーパーバイザー - 小野寺章（石森プロ）
- プロデュース - 梶淳（テレビ朝日）、白倉伸一郎、武部直美
- 脚本 - 米村正二、井上敏樹
- 監督 - 石田秀範、田村直己（テレビ朝日）、長石多可男、田﨑竜太、鈴村展弘、柴﨑貴行
- 音楽 - 蓜島邦明
- アクション監督 - 宮崎剛（ジャパンアクションエンタープライズ）
- 特撮監督 - 佛田洋
- 撮影 - いのくままさお、倉田幸治
- 助監督 - 柴﨑貴行、伊藤良一、山口恭平、杉原輝昭 ほか
- プロデュース補 - 和佐野健一（9 - 49）
- タイトルバック - 田﨑竜太
- クリーチャーデザイン - 韮沢靖
- キャラクターデザイン - 早瀬マサト（石森プロ）、PLEX
- 妖精イラスト - 唐橋充
- 編集 - 長田直樹
- VFXスーパーバイザー - 沖満
- 技術協力 - オーエイギャザリング → アップサイド、東映ラボ・テック、KYORITZ
- 制作 - テレビ朝日、東映、ADK

## 音楽
本作品のために製作されたボーカル楽曲は劇場版含めて4曲のみであり、平成仮面ライダーシリーズ中最も少ない。また『仮面ライダー龍騎』から恒例となっていたCD-BOXとは別に、テレビシリーズ用に製作された楽曲を収録したサウンドトラックCDも放送期間中にリリースされており、以降の平成仮面ライダーシリーズでも一部を除き、このリリース方式が踏襲されている。また『仮面ライダーアギト』以降続いた児童向けブックCDのリリースも本作品で最後となる。
主題歌「NEXT LEVEL」
作詞 - 藤林聖子 / 作曲・編曲 - 渡部チェル / 歌 - YU-KI（TRF）
最終回を除く全話においてオープニングテーマとして使用。
オープニングの役名クレジットではシリーズとしては珍しく「天道総司（改行）仮面ライダーカブト」と、素顔の役名とライダーの名称とが併記されていた。

挿入歌
本作品では明確なエンディングテーマは存在せず、主に戦闘シーンに使われる挿入歌がエンディングテーマ扱いとなる。最終回でのスタッフロールではBGMが使用された。
「FULL FORCE」（2・3・5 - 9・13・14・16 - 19・21 - 31）
作詞 - 藤林聖子 / 作曲 - nishi-ken / 編曲 - RIDER CHIPS・渡部チェル / 歌 - RIDER CHIPS
1stエンディングテーマ。
第27話では前後奏のみ使用された。
第11・12・15・20話ではオープニングにクレジットされていたが、実際は未使用であった。
「LORD OF THE SPEED」（33 - 39・41 - 46）
作詞 - 藤林聖子 / 作曲 - 渡部チェル / 編曲 - RIDER CHIPS・渡部チェル / 歌 - RIDER CHIPS featuring 加賀美新（佐藤祐基）
2ndエンディングテーマ。
第35・45話では前後奏のみ使用された。
第44話ではインスト版と併用された。
第47・48話ではオープニング、最終話ではスタッフロールにクレジットされていたが、実際は未使用であった。

## 放送日程
各回に正式なサブタイトルはなく、本節にて「サブタイトル」としているものはいずれも新聞のテレビ番組欄やテレビ番組情報誌などにて表記されたものである。
登場ワームのリンク先はモチーフとなった生物である。モチーフとなった生物はテレビ朝日内公式サイトの記述による。
各話終了時、映像にカブトムシの羽が交差し、映像が数枚の植物の葉により埋まるという演出がなされている。
| 放送日         | 放送回       | サブタイトル | 登場ワーム | 脚本     | 監督       |
| -------------- | ------------ | ------------ | --- | -------- | ---------- |
| 2006年01月29日 | 1            | 最強男       | - アラクネアワーム・ルボア（1話） - アラクネアワーム・フラバス - アラクネアワーム・ニグリティア               | 米村正二 | 石田秀範   |
| 2月05日        | 2            | 初2段変身    | - アラクネアワーム・ルボア（1話） - アラクネアワーム・フラバス - アラクネアワーム・ニグリティア               | 米村正二 | 石田秀範   |
| 2月12日        | 3            | 俺が正義!!   | - ランピリスワーム（3話） - ベルクリケタスワーム                                                              | 米村正二 | 田村直己   |
| 2月19日        | 4            | 愛を説く!!   | - ランピリスワーム（3話） - ベルクリケタスワーム                                                              | 米村正二 | 田村直己   |
| 2月26日        | 5            | 捕獲指令!!   | - エピラクナワーム                                                                                            | 米村正二 | 長石多可男 |
| 3月05日        | 6            | オレ様の花   | - プレクスワーム                                                                                              | 米村正二 | 長石多可男 |
| 3月12日        | 7            | 2号新登場    | - ベルバーワーム - ベルバーワーム・ロタ（7話）                                                                | 米村正二 | 石田秀範   |
| 3月19日        | 8            | 怒れる豆腐   | - ベルバーワーム - ベルバーワーム・ロタ（7話）                                                                | 米村正二 | 石田秀範   |
| 3月26日        | 9            | 蜂の乱心!!   | - コレオプテラワーム・アエネウス（9話） - コレオプテラワーム・クロセウス - コレオプテラワーム・アージェンタム | 米村正二 | 田村直己   |
| 4月02日        | 10           | 友じゃねぇ   | - コレオプテラワーム・アエネウス（9話） - コレオプテラワーム・クロセウス - コレオプテラワーム・アージェンタム | 米村正二 | 田村直己   |
| 4月09日        | 11           | 合コン燃ゆ   | - ミュスカワーム                                                                                              | 井上敏樹 | 田﨑竜太   |
| 4月16日        | 12           | 化粧千人斬   | - ミュスカワーム                                                                                              | 井上敏樹 | 田﨑竜太   |
| 4月23日        | 13           | チーム解散   | - セクティオワーム - セクティオワーム・アクエレ                                                               | 米村正二 | 長石多可男 |
| 4月30日        | 14           | 裏の裏の裏   | - 白サナギ | 米村正二 | 長石多可男 |
| 5月07日        | 15           | 怪人名医!?   | - フォルミカアルビュスワーム - フォルミカアルビュスワーム・オキュルス - フォルミカアルビュスワーム・マキシラ  | 井上敏樹 | 鈴村展弘   |
| 5月14日        | 16           | まさかの嵐   | - フォルミカアルビュスワーム - フォルミカアルビュスワーム・オキュルス - フォルミカアルビュスワーム・マキシラ  | 井上敏樹 | 鈴村展弘   |
| 5月21日        | 17           | 甦る記憶!!   | - ビエラワーム                                                                                                | 井上敏樹 | 田﨑竜太   |
| 5月28日        | 18           | さらばゴン   | - ビエラワーム                                                                                                | 井上敏樹 | 田﨑竜太   |
| 6月04日        | 19           | さそり富豪   | - セパルチュラワーム                                                                                          | 井上敏樹 | 長石多可男 |
| 6月11日        | 20           | ねぇじいや   | - セパルチュラワーム                                                                                          | 井上敏樹 | 長石多可男 |
| 6月25日        | 21           | VSクワガタ   | - ブラキペルマワーム・オーランタム - プラキペルマワーム・ビリディス - タランテスワーム・パープラ（22話）      | 米村正二 | 田﨑竜太   |
| 7月02日        | 22           | 誕生特別編   | - ブラキペルマワーム・オーランタム - プラキペルマワーム・ビリディス - タランテスワーム・パープラ（22話）      | 米村正二 | 田﨑竜太   |
| 7月09日        | 23           | 謎+謎=X      | - ジオフィリドワーム                                                                                          | 米村正二 | 田村直己   |
| 7月16日        | 24           | ラーメン道   | - ジオフィリドワーム                                                                                          | 米村正二 | 田村直己   |
| 7月23日        | 25           | 驕る捜査線   | - ジェノミアスワーム                                                                                          | 米村正二 | 長石多可男 |
| 7月30日        | 26           | 激震する愛   | - ジェノミアスワーム                                                                                          | 米村正二 | 長石多可男 |
| 8月06日        | 27           | 俺!?殺人犯   | - アキャリナワーム                                                                                            | 井上敏樹 | 田﨑竜太   |
| 8月13日        | 28           | なぜ!?絶命   | - アキャリナワーム・アンバー                                                                                  | 井上敏樹 | 田﨑竜太   |
| 8月20日        | 29           | 闇キッチン   | - キュレックスワーム                                                                                          | 井上敏樹 | 石田秀範   |
| 8月27日        | 30           | 味噌汁昇天   | - キュレックスワーム                                                                                          | 井上敏樹 | 石田秀範   |
| 9月03日        | 31           | 衝撃の事実   | - フォリアタスワーム                                                                                          | 米村正二 | 長石多可男 |
| 9月10日        | 32           | 解ける謎!!   | - フォリアタスワーム                                                                                          | 米村正二 | 長石多可男 |
| 9月17日        | 33           | 萌える副官   | - キャマラスワーム                                                                                            | 米村正二 | 田﨑竜太   |
| 9月24日        | 34           | 砕け超進化   | - キャマラスワーム                                                                                            | 米村正二 | 田﨑竜太   |
| 10月01日       | 35           | 地獄の兄弟   | - コキリアワーム                                                                                              | 米村正二 | 石田秀範   |
| 10月08日       | 36           | 赤い靴暴走   | - コキリアワーム                                                                                              | 米村正二 | 石田秀範   |
| 10月15日       | 37           | 学校の怪談   | - レプトーフィスワーム                                                                                        | 米村正二 | 長石多可男 |
| 10月22日       | 38           | あぶない妹   | - レプトーフィスワーム                                                                                        | 米村正二 | 長石多可男 |
| 10月29日       | 39           | 強敵黒カブ   | - サブストワーム                                                                                              | 井上敏樹 | 田﨑竜太   |
| 11月12日       | 40           | 最大の哀戦   | - サブストワーム                                                                                              | 井上敏樹 | 田﨑竜太   |
| 11月19日       | 41           | 敗れる最強   | - カッシスワーム・ディミディウス - カッシスワーム・グラディウス（42話）                                       | 米村正二 | 石田秀範   |
| 11月26日       | 42           | 最凶VS.最恐  | - カッシスワーム・ディミディウス - カッシスワーム・グラディウス（42話）                                       | 米村正二 | 石田秀範   |
| 12月03日       | 43           | 俺を狙う俺   | - カッシスワーム・グラディウス                                                                                | 米村正二 | 柴﨑貴行   |
| 12月10日       | 44           | 生きるとは   | - カッシスワーム・グラディウス                                                                                | 米村正二 | 柴﨑貴行   |
| 12月17日       | 45           | Xマス激震    | - カッシスワーム・クリペウス                                                                                  | 井上敏樹 | 長石多可男 |
| 12月24日       | 46           | さらば剣!!   | - カッシスワーム・クリペウス                                                                                  | 井上敏樹 | 長石多可男 |
| 2007年01月07日 | 47           | 最終章突入   | ― | 米村正二 | 石田秀範   |
| 1月14日        | 48           | 天道死す!!   | - グリラスワーム                                                                                              | 米村正二 | 石田秀範   |
| 1月21日        | 49 （FINAL） | 天の道       | - グリラスワーム                                                                                              | 米村正二 | 石田秀範   |

## 評価
玩具売上げは年間総売上71億円を記録。目標数値の75億円には届かなかったものの、前作『響鬼』の65億円からは向上した。
昆虫をモチーフとしたデザインの評価は高く、特に終盤に登場し「ライダーキック」「ライダーパンチ」を必殺技とする仮面ライダーキックホッパーとパンチホッパーは、石森プロが「こういうこと言うのは珍しいんですけど、初めて文句なくマスクが格好いいと思いました」とプレックスの小林大祐に電話をかけたほどである。

## 他媒体展開

### 映像ソフト化
いずれも発売元は東映ビデオ。
DVD
2006年8月4日 - 2007年7月21日にかけて、テレビシリーズのDVDが発売された。全12巻で各巻4話（Vol.12のみ5話）収録。本作品よりソフト販売がDVDのみの展開に一本化されたほか、それまで映像ソフト化の際にカットされていた、提供クレジットの背景映像がカットされずに収録されるようになったが、本放送で劇場版のタイアップ映像が使用された際は省略されることもある。なお、「Vol.3」の第12話のAパートのチャプター位置がずれているというミスがある。
この他、2008年7月21日発売の「石ノ森章太郎 生誕70周年 DVD-BOX」および2009年12月11日発売の「仮面ライダーディケイドVol.6」の初回生産限定版の特典として第1話が収録されている。
Blu-ray Disc
2015年1月9日、3月13日、5月13日にそれぞれBOX1、BOX2、BOX3が順次発売。BOX1には「超バトルDVD 誕生!ガタックハイパーフォーム!!」が新規映像特典として収録。封入特典は3巻共通でブックレット（16P）であり、BOX1のみ初回限定特典として全巻収納BOXを同梱。

### 他テレビシリーズ
『仮面ライダーディケイド』
仮面ライダーカブト、ザビー、ガタック、ワームが登場。仮面ライダーキックホッパー、仮面ライダーパンチホッパーはオリジナルキャストが声を担当し登場。
『仮面ライダーウィザード』
第52・53話に仮面ライダーカブトとワームが登場。
『仮面ライダージオウ』
仮面ライダーカブトが2068年の世界に歴代平成仮面ライダーの銅像のひとつとして登場。
EP36のエピローグでカブトゼクターが登場。EP37・38にて仮面ライダーカブト、加賀美新 / 仮面ライダーガタック、矢車想 / 仮面ライダーキックホッパー、影山瞬 / 仮面ライダーパンチホッパーが登場。

### テレビスペシャル
『仮面ライダーG』
『SmaSTATION!!Presents SMAPがんばりますっ!!』内で放送された作品。仮面ライダーカブト、ワームが登場。

### 映画
『劇場版 仮面ライダーカブト GOD SPEED LOVE』（2006年8月5日公開）
本作品の単独作品。
『劇場版 仮面ライダーディケイド オールライダー対大ショッカー』（2009年8月8日公開）
『仮面ライダーディケイド』の単独作品。仮面ライダーカブト、仮面ライダーキックホッパー、仮面ライダーパンチホッパー、ワームが登場。
『仮面ライダー×仮面ライダー W&ディケイド MOVIE大戦2010』（2009年12月12日公開）
『仮面ライダーW』と『仮面ライダーディケイド』をメインとしたクロスオーバー作品。仮面ライダーカブト、ワームが登場。
『オーズ・電王・オールライダー レッツゴー仮面ライダー』（2011年4月1日公開）
『仮面ライダーオーズ/OOO』と『仮面ライダー電王』をメインとしたクロスオーバー作品。仮面ライダーカブトをはじめとする本作品の仮面ライダーとワームが登場。
スーパーヒーロー大戦シリーズ
いずれも仮面ライダーシリーズとスーパー戦隊シリーズのクロスオーバー作品。
『仮面ライダー×スーパー戦隊 スーパーヒーロー大戦』（2012年4月21日公開）
仮面ライダーカブト、ワームが登場。
『仮面ライダー×スーパー戦隊×宇宙刑事 スーパーヒーロー大戦Z』（2013年4月27日公開）
先の2シリーズとメタルヒーローシリーズのクロスオーバー作品。仮面ライダーカブトが登場。
『平成ライダー対昭和ライダー 仮面ライダー大戦 feat.スーパー戦隊』（2014年3月29日公開）
仮面ライダーカブトが登場。
『スーパーヒーロー大戦GP 仮面ライダー3号』（2015年3月21日公開）
仮面ライダーカブトが登場。
『仮面ライダー×スーパー戦隊 超スーパーヒーロー大戦』（2017年3月25日公開）
仮面ライダーガタック、仮面ライダーダークカブトが登場。
『仮面ライダー×仮面ライダー 鎧武&ウィザード 天下分け目の戦国MOVIE大合戦』（2013年12月14日公開）
『仮面ライダー鎧武/ガイム』と『仮面ライダーウィザード』のクロスオーバー作品。武神カブトが登場。
『劇場版 仮面ライダービルド Be The One』（2018年8月4日公開）
『仮面ライダービルド』の単独作品。仮面ライダーカブトが登場。
『平成仮面ライダー20作記念 仮面ライダー平成ジェネレーションズ FOREVER』（2018年12月22日公開）
『仮面ライダージオウ』と『仮面ライダービルド』をメインとしたクロスオーバー作品。仮面ライダーカブトが登場。
『劇場版 仮面ライダージオウ Over Quartzer』（2019年7月26日公開）
『仮面ライダージオウ』の単独作品。仮面ライダーカブトが登場。
『セイバー+ゼンカイジャー スーパーヒーロー戦記』（2021年7月22日公開）
仮面ライダー50周年×スーパー戦隊45作品記念。仮面ライダーカブトが登場。

### Webドラマ
『dビデオスペシャル 仮面ライダー4号』
dビデオで配信される上記の『スーパーヒーロー大戦GP 仮面ライダー3号』のスピンオフ作品。仮面ライダーサソードが登場。
『仮面ライダーブレイブ〜Surviveせよ！復活のビーストライダー・スクワッド！〜』
2017年2月19日から東映特撮ファンクラブにて配信開始。『仮面ライダーエグゼイド』のスピンオフ作品。仮面ライダーサソードが登場。

### オリジナルDVD
『仮面ライダーカブト超バトルDVD 誕生!ガタックハイパーフォーム!!』
てれびくん応募者全員サービスDVD。本作品で初めて超バトルDVDオリジナルフォームであるガタックハイパーフォームが登場する。またテレビシリーズとは異なり、カブトゼクターとガタックゼクターが言葉を発する。カブトとガタック、それにパンチホッパー以外のライダーもカブトゼクターの回想シーンに登場する。
キャスト
- 天道総司 / 仮面ライダーカブト - 水嶋ヒロ
- 加賀美新 / 仮面ライダーガタック - 佐藤祐基
- 天道樹花 - 奥村夏未
- カブトゼクター - 関智一
- ガタックゼクター - 遊佐浩二

スーツアクター
- 仮面ライダーカブト - 高岩成二
- 伊藤慎
- 大岩永徳
- 渡辺淳
- 押川善文
- 矢部敬三
- 金田進一
- 佐藤賢一
- 六本木康弘
- 高橋玲
- 村岡友憲
- 伊藤教人
- 人見早苗
- 小島美穂
- 中村博亮

スタッフ
- 原作 - 石ノ森章太郎
- 監督 - 柴﨑貴行
- 音楽 - 蓜島邦明
- アクション監督 - 宮崎剛（ジャパンアクションエンタープライズ）
- プロデュース - 白倉伸一郎、武部直美、和佐野健一
- 構成 - 武部直美
- 制作協力 - 東映
- ビデオ制作 - 東映ビデオ

『仮面ライダーディケイド 超アドベンチャーDVD 守れ！〈てれびくんの世界〉』
『仮面ライダーディケイド』のオリジナルDVD。仮面ライダーカブトが登場。

### 小説
『世界の果てで君と出会う』
DVDセル版の毎巻初回プレス限定特典として付属したライナーカードに連載された、米村正二書き下ろしの連続短編小説。
最終回後を舞台に、タイへと旅立ったひよりの行方を加賀美の視点で追う物語となっている。また劇場版DVDのライナーカードには、渋谷隕石の直撃当時を天道の視点で描いた短編が掲載された。
小説の執筆時期の都合上、テレビシリーズ最終回とは描写の一部に差異が見られる。
『S.I.C. HERO SAGA』
「MASKED RIDER KABUTO EDITION -since 1986-」
『S.I.C. HERO SAGA vol.3』の書下ろし作品。本作品以前のライダーシステム開発の経緯を描いた作品。
「MASKED RIDER DECADE EDITION -ストロンガーの世界-」
『仮面ライダーディケイド』の小説作品。仮面ライダーカブトが登場。
小説 仮面ライダーシリーズ
『小説 仮面ライダーカブト』
講談社キャラクター文庫、2012年11月30日発売
著：米村正二 ISBN 978-4-06-314857-2
劇場版DVDへの収録分も含めた『世界の果てで君と出会う』の再録（文庫では「祭りのあと」に改題）に加え、テレビシリーズ第1話と終盤のノベライズを間に挟んでいる。
『小説 仮面ライダーディケイド 門矢士の世界 〜レンズの中の箱庭〜』
『仮面ライダーディケイド』の小説作品。天道総司 / 仮面ライダーカブトをはじめとする本作品のキャラクターが登場。

### ゲーム版
『仮面ライダーカブト』
バンダイナムコゲームス・バンダイレーベルより2006年11月30日にPlayStation 2用の格闘アクションゲームとして発売。平成仮面ライダーシリーズは『仮面ライダークウガ』以降、番組のタイトルを冠したコンシューマーゲームが発売されるのが慣例となっていたが、ブランクを挟んで2009年に発売された『仮面ライダー クライマックスヒーローズ』以降は番組の枠を超えたライダーが集合するクロスオーバー作品にシフトしたため、単独の番組のみをテーマにした作品は発売されていない。開発は、『龍騎』以降のライダー作品ゲームを開発してきたdIGIFLOYD。販売本数は約3万本。
テレビシリーズと劇場版に登場する全ライダー（コーカサスおよびケタロスの声は別人が担当）に加え、ガタック ハイパーフォームや一部ワームも使用可能キャラクターとして登場する。また、前作『響鬼』までとは異なり、PlayStation版『仮面ライダー』『仮面ライダーV3』におけるショッカーやゲルショッカーの戦闘員との戦闘パートと同様に3D対戦ゲームとなっており、数人同時に入り乱れての殺陣を再現している。

## CS放送・ネット配信
CS放送
- 東映チャンネル…2010年2月 - 8月、2011年1月 - 7月、2012年7月 - 2013年1月（いずれも「石ノ森章太郎劇場」枠）
- テレ朝チャンネル1…2014年2月 - 2015年2月
- ファミリー劇場…2015年5月 - 2016年6月

ネット配信
- 東映特撮 YouTube Official…2012年1月16日 - 7月1日、2018年6月8日 - 11月30日、2025年1月18日 - 7月5日
- 東映特撮ニコニコおふぃしゃる…2013年2月17日…2014年1月19日